# Bataille de Montmeló
 (mai 2025).
Si vous disposez d'ouvrages ou d'articles de référence ou si vous connaissez des sites web de qualité traitant du thème abordé ici, merci de compléter l'article en donnant les références utiles à sa vérifiabilité et en les liant à la section « Notes et références ».
Guerre des faucheurs
Batailles
La bataille de Montmeló est une bataille ayant eu lieu le 28 mars 1642 à Montmeló, en Catalogne, lors de la guerre des Faucheurs. L'armée franco-catalane sous le commandement de Philippe de La Mothe-Houdancourt combattit et vaincu les troupes espagnoles, moins nombreuses dirigée par Gerolamo Caracciolo.

## Bataille
Sur les ordres de Philippe de La Mothe-Houdancourt, les troupes espagnoles marchant vers Rosselló furent interceptées à Montmeló par la cavalerie franco-catalane le 28 mars, faisant un millier de victimes parmi les Castillans.